# 4. maj (dokumentarfilm)
4. maj er en dansk dokumentarfilm fra 1955.

## Handling
Indsamling til Frihedsrådet på 10-års dagen for befrielsen.

## Medvirkende
- Poul Reichhardt
- H.C. (Statsminister) Hansen